# Stopplaats Mannepad

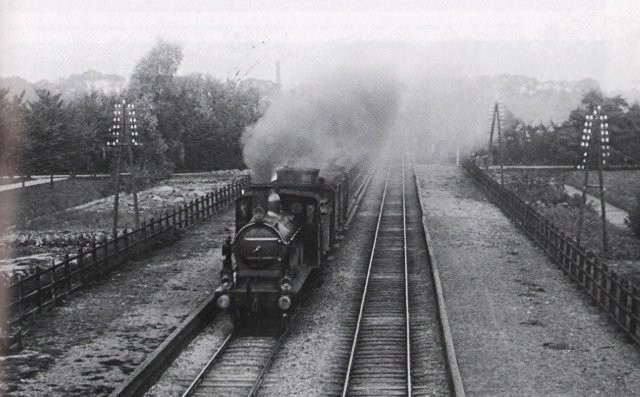
Stopplaats Woestduin in 1915

Mannepad was een stopplaats in de Nederlandse gemeente Heemstede langs de Oude Lijn (Amsterdam - Haarlem - Leiden) tussen (het later gerealiseerde) station Heemstede-Aerdenhout en Vogelenzang-Bennebroek.
Op 1 mei 1902, na een verbouwing, is de naam van de stopplaats gewijzigd in Woestduin, naar het nabijgelegen landgoed. De stopplaats en wachterswoning 31 bevonden zich aan de Manpadslaan. De stopplaats werd geopend in 1884 en gesloten op 6 oktober 1928.
De halte was aangelegd met het oog op de destijds drukbezochte paardenrennen op het nabijgelegen Woestduin. De ligging is ruim anderhalve kilometer ten noorden van het Station Vogelenzang-Bennebroek. In het voorjaar van 1902 werd deze spoorweghalte tweehonderd meter naar het zuiden opgeschoven, om beter bereikbaar te zijn voor bezoekers van de renbaan Woestduin.